# Mario Tobino
Mario Tobino (Viareggio, Toscana, 1910 — Agrigent, 1991) va ser un escriptor italià.
Entre 1948 i 1980 va ser director de l'hospital psiquiàtric de Lucca i va escriure diversos poemaris i novel·les. Les seves obres tenen una forta component autobiogràfica i solen tractar temes socials i psicològics.

## Obres

### Poemes
- Poesia (1934)
- Amicizia (1939)
- Veleno e amore (1942)

### Narrativa
- Il deserto della Libia, 1952
- Le libere donne di Magliano (1953)
- La brace dei Biassoli (1956)
- Il clandestino (1962)
- Per le antiche scale (1972)
- La ladra (1984)